# Fissidens lancifolius
Fissidens lancifolius là một loài Rêu trong họ Fissidentaceae. Loài này được E.B. Bartram mô tả khoa học đầu tiên năm 1939.